# Karol Kuzmány
Karol Kuzmány (16 de novembre de 1806, Brezno - 14 d'agost de 1866, Horná Lehota) va ser un destacat pastor, escriptor i teòleg luterà eslovac al Regne d'Hongria, centrat en la filosofia i l'estètica.

## Biografia
Va estudiar a la Universitat de Jena a Alemanya entre 1828 i 1829. Va tornar a Eslovàquia després de la seva educació i es va convertir en capellà a Banská Bystrica l'any 1830, després va exercir de pastor allà i a Zvolen. El 1849 va esdevenir professor de teologia pràctica a la Universitat de Viena i va començar a publicar obres sobre teologia. El 1860 va ser elegit superintendent (un càrrec eclesiàstic equivalent a l'església luterana al de bisbe), al servei de la superintendencia de Bratislava.
Kuzmány va ser cofundador i vicepresident de la Lliga Eslovaca (eslovac: Matica slovenská). El grup, que va promoure la cultura i l'aprenentatge eslovac durant l'època de l'Imperi Austrohongarès, es va reunir per primera vegada el 1863. Com a vicepresident, Kuzmány era el responsable de dirigir les activitats del grup, responsabilitat que va mantenir fins al 1870. Va treballar per millorar l'estatus legal tant dels luterans com dels eslovacs a l'Imperi.
Kuzmány és enterrat al Cementiri Nacional de Martin. El seu retrat apareix en un segell postal d'Eslovàquia i una moneda d'Europa del 2006.